# Vibrissina rafaela
Vibrissina rafaela är en tvåvingeart som först beskrevs av Townsend 1917.  Vibrissina rafaela ingår i släktet Vibrissina och familjen parasitflugor. Inga underarter finns listade i Catalogue of Life.